# Орнета (гмина)
Орнета (пол. Orneta) — городско-сельская гмина (волость) в Польше, входит как административная единица в Лидзбаркский повет, Варминьско-Мазурское воеводство. Население — 12 793 человека (на 2004 год).

## Демография
| Перепись                       | Всего   | Всего | Женщины | Женщины | Мужчины | Мужчины |
| ------------------------------ | ------- | ----- | ------- | ------- | ------- | ------- |
| Единицы                        | человек | %     | человек | %       | человек | %       |
| Население                      | 12 793  | 100   | 6535    | 51,1    | 6258    | 48,9    |
| Плотность населения (чел./км²) | 52,4    | 52,4  | 26,8    | 26,8    | 25,6    | 25,6    |

## Административный центр
В состав гмины входит город Орнета, который исполняет функцию её административного центра.

## Сельские округа
1. Аугустыны
2. Гедуты
3. Лейлавки-Вельке
4. Остры-Камень
5. Бажыны
6. Клюсайны
7. Хваленцин
8. Домбрувка
9. Дрвенчно
10. Хенрыково
11. Карбово
12. Каркаймы
13. Кросно
14. Кшикалы
15. Кумайны
16. Милково
17. Мингайны
18. Новы-Двур
19. Опин
20. Бялы-Двур
21. Осетник
22. Войцехово
23. Воля-Липецка
24. Богатыньске
25. Лейлавки-Мале

## Соседние гмины
1. Гмина Годково
2. Гмина Лидзбарк-Варминьски
3. Гмина Любомино
4. Гмина Милаково
5. Гмина Пененжно
6. Гмина Плоскиня
7. Гмина Вильчента